# 戈林湖
52°41′13″N 13°28′12″E / 52.68694°N 13.47000°E

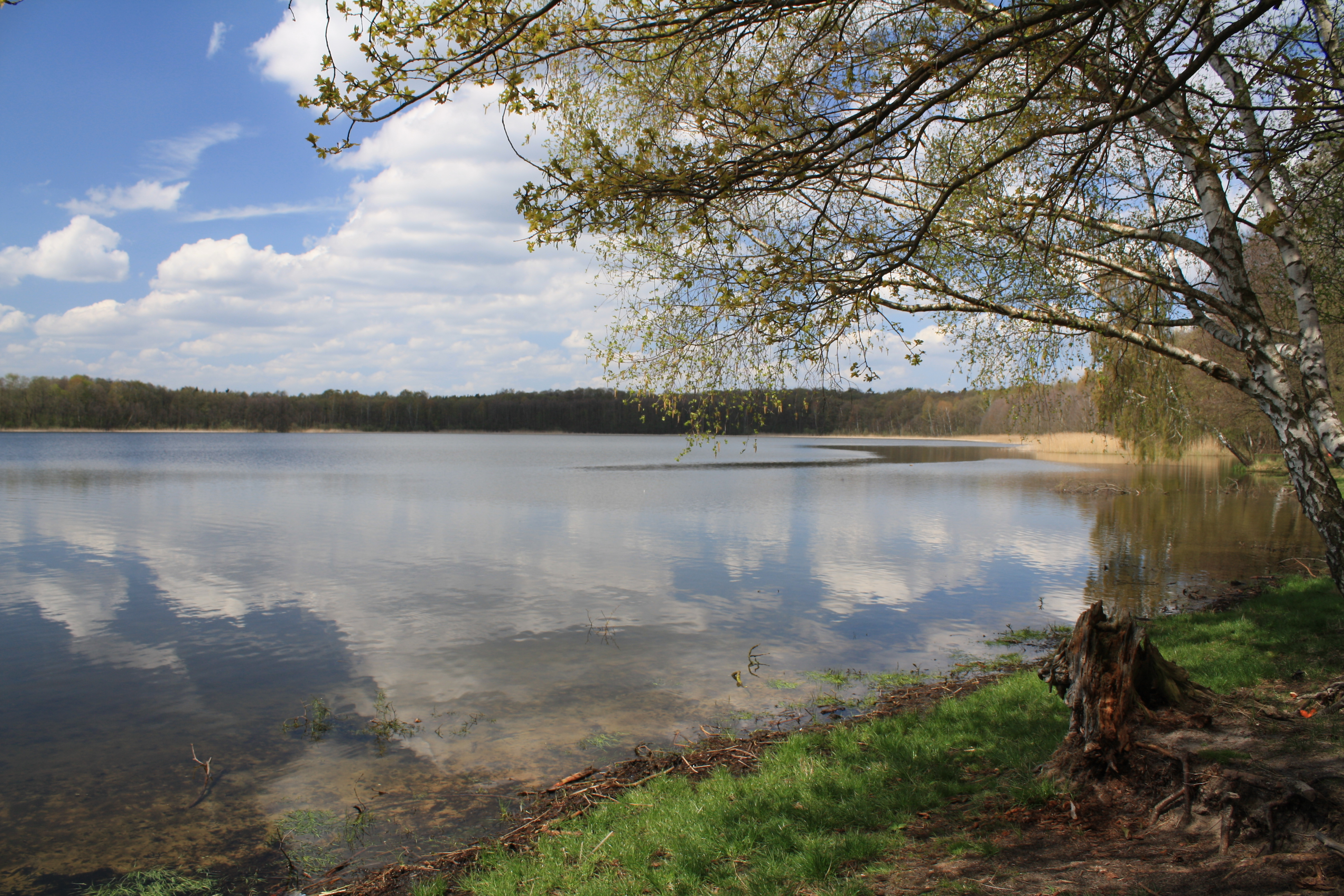

戈林湖（德語：Gorinsee），是德國的湖泊，位於該國東北部，由勃蘭登堡州負責管轄，處於巴爾尼姆縣，長0.6公里、寬0.4公里，面積0.24平方公里，海拔高度59米，最大水深3米。